# Annette Pales-Gobilliard
Annette Pales-Gobilliard est une historienne médiéviste, maîtresse de conférences à l'université Paris-Sorbonne, née à Paris (XIIe) le 16 novembre 1929 et morte le 20 décembre 2004 à Saint-Jean-de-Verges (Ariège).

## Biographie
Elle est la fille de l'anthropologue Léon Pales (1905-1988) et de Angélina Cayer.
Elle soutient sa thèse de doctorat « Le Comté de Foix et le catharisme de ses origines à 1325 » en 1973 (Université de Paris IV). 
Elle est spécialiste du catharisme et auteur de nombreuses conférences sur ce thème, cette époque et l'histoire des religions.
Elle est adjointe au maire à Larbont, en Ariège.

## Publications
- L'inquisiteur Geoffroy d'Ablis et les Cathares du comté de Foix (1308-1309), éditions du CNRS, 1984, 422 p,  (ISBN 2-222-03288-1).
- (Traduction et annotation du) Livre des sentences de l'inquisiteur Bernard Gui (1308-1323), coffret 2 volumes ; novembre 2002 ; éditions CNRS.

## Distinction
Elle est médaillée de l’Académie des inscriptions et belles-lettres (concours des antiquités de la France, 2003).